# 英雄 (doaの曲)
「英雄」（えいゆう）は、doaの3枚目のシングル。

## 概要
- 1枚目のアルバム『open_d』の先行シングル。
- 『ウルトラマンネクサス』（CBC）第1期オープニングテーマ（最終回でもエンディングテーマとして使用）およびPlayStation 2専用ソフト『ウルトラマンネクサス』主題歌。
- プロモーションビデオは、スタジオでの演奏・歌唱を収録した全編モノトーンの映像。機材のコードが異様に絡んでいる傍ら、吉本大樹が走り回るなどしている。
- 2010年には『ウルトラ銀河伝説外伝 ウルトラマンゼロVSダークロプスゼロ』の主題歌を歌ったvoyagerによってカバー曲が製作されている。
- 2017年8月26日に行われた「Animelo Summer Live 2017 -THE CARD-」において、鈴村健一と羽多野渉が当楽曲のカバーを披露した。同ライブにおいてアニメソング以外が披露されるのは極めて異例[1]。

## 収録曲
全作曲・編曲：徳永暁人
1. 英雄
作詞：徳永暁人
2. We are all free
作詞：吉本大樹
3. 左手だけは離さない
作詞：吉本大樹

## 収録アルバム
- open_d (#1)
- doa BEST ALBUM "open door" 2004-2014 (#1)
- ウルトラマン主題歌ベスト 〜ウルトラマン列伝 スペシャルCD〜 (#1)

## カバー
- 遠藤正明のカバー音源（アレンジ：黒須克彦）が彼のカバーアルバム第三弾『ENSON 3』に収録されている。